# Artur Ivens Ferraz
Artur Ivens Ferraz (Lisbona, 1º dicembre 1870 – Lisbona, 16 gennaio 1933) è stato un generale e politico portoghese, primo ministro dall'8 luglio 1929 al 21 gennaio 1930.